# Right Here, Right Now (Jesus-Jones-Lied)
Right Here, Right Now ist eine Singleauskopplung der britischen Rock-Band Jesus Jones von ihrem zweiten Album Doubt. Das Lied, das die Umbruchstimmung während der Revolutionen im Jahr 1989 einfängt, ist der bekannteste Song der Band.

## Hintergrund

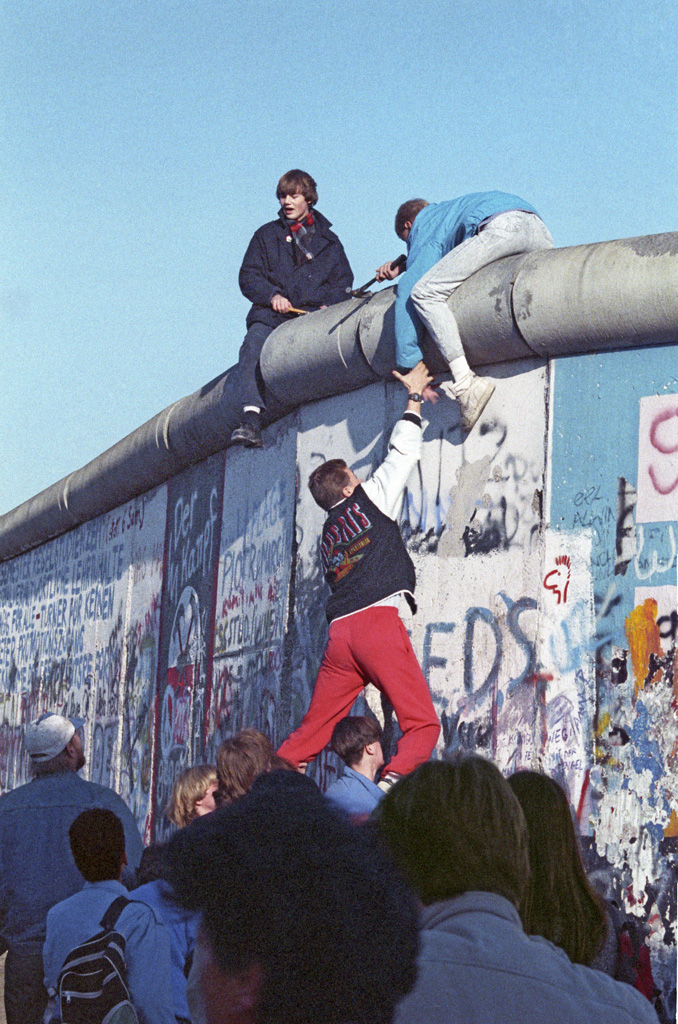
Die Berliner Mauer am 12. November 1989

Mike Edwards, Sänger und Gitarrist der Band, wollte mit Right Here, Right Now eine optimistische Version des Prince-Klassikers Sign o’ the Times komponieren. Während Prince die negativen Seiten seiner Zeit ansprach, wollte Edwards – beflügelt durch die Fernsehbilder vom Mauerfall 1989 – die positiven Aspekte ansprechen. Für das Demotape verwendete Edwards ein Sample von Sign o’ the Times sowie Gitarrensoli von Jimi Hendrix. Der Musikproduzent Martyn Phillips, der gerade erst einen Rechtsstreit um ein unautorisiertes Sample verloren hatte, überzeugte die Band, den Track von Grund auf neu einzuspielen. Das Lied wurde im zeitgenössischen Madchester-Stil produziert, einer Mischung aus Indie-Rock, Psychedelia und Elektronischer Tanzmusik. Ein programmierter Drumbeat und ein groovender Basslauf erzeugen einen durchgehenden tanzbaren Rhythmus, Bläsersätze vom Synthesizer sorgen für eine hymnische Atmosphäre und ein selbst eingespieltes Gitarrensolo im letzten Drittel des Liedes ersetzt das ursprünglich geplante Hendrix-Sample.
Nach der Fertigstellung des Songs hatten Jesus Jones im Februar 1990 ihren ersten Auftritt in Rumänien, wo kurz zuvor der Diktator Nicolae Ceaușescu gestürzt worden war. Aufnahmen vom Auftritt sind im Musikvideo zu sehen.

## Inhalt
Das Lied beginnt mit der Feststellung, dass im Radio über die Revolution berichtet wird, während sie gerade passiert. Die dritte Zeile „Bob Dylan didn’t have this to sing about“ nimmt Bezug auf Bob Dylans Folkhymne The Times They Are a-Changin’ von 1965. Im Refrain konstatiert das lyrische Ich, dass es derzeit keinen besseren Ort gibt als das Hier und Jetzt, denn die Welt erwacht aus einem historischen Zustand („Right here, right now, there is no other place I want to be / Right here, right now, watching the world wake up from history“). Der Liedtext spiegelte insgesamt ein Lebensgefühl von 1989/90 wider:

“I saw the decade in, when it seemed the world could change at the blink of an eye.”

„Ich habe das Jahrzehnt gesehen, in dem es schien, die Welt könnte sich im Handumdrehen ändern.“

Die zweite Strophe endet mit der Zeile „Then there’s your sign of the times“ (deutsch: Dann ist da dein Zeichen der Zeit), einem Verweis auf die ursprüngliche Inspirationsquelle Sign o’ the Times von Prince.

## Rezeption

### Chartplatzierung
Right Here, Right Now erreichte zwei Wochen nach Veröffentlichung im September 1990 mit Platz 31 die höchste Platzierung in den britischen Musikcharts.
In den Vereinigten Staaten kletterte Right Here, Right Now am 27. Juli 1991 auf Platz 2 der Billboard Hot 100 und landete damit vor Unbelievable der ähnlich gelagerten britischen Band EMF auf Platz 3 und hinter (Everything I Do) I Do It for You von Bryan Adams auf der Spitzenposition. Im August 1991 standen mit Right Here, Right Now, Seals Crazy und Wind of Change von den Scorpions gleich drei Songs mit Bezug zum Fall des Eisernen Vorhangs in den Top Twenty der Billboard Hot 100.
Wegen des absehbaren Erfolgs in den USA wurde die Single in Großbritannien erneut aufgelegt, konnte aber am 20. Juli 1991 wieder nur auf Platz 31 der UK-Single-Charts vordringen. In der Schweizer Hitparade landete der Song am 31. März 1991 auf Platz 14. In Deutschland kam der Song im September 1991 nur bis auf Platz 84, wo er sich zwei Wochen lang halten konnte.

### Wahlkampfsong
Im Jahr 1992 verwendete der spätere US-Präsident Bill Clinton Right Here, Right Now als Wahlkampflied seiner Kampagne. Als Hillary Clinton 2007 gegen ihren Parteikollegen Barack Obama antrat, benutzte sie ebenfalls das Lied. Der Keyboarder der Band, Iain Baker, äußerte sich 2018 gegenüber der britischen Tageszeitung The Guardian:

“I’m pretty sure their car stereo is knackered and our CD got stuck in there, so when they needed a campaign song, it was the only one they knew.”

„Ich bin mir ziemlich sicher, dass ihr Autoradio kaputtgegangen und unsere CD darin steckengeblieben ist. Als sie einen Wahlkampfsong brauchten, war er der einzige, den sie kannten.“

### Coverversion
Die Band The Feelers aus Neuseeland spielte 2010 eine Coverversion ein. Der Song erschien auf ihrem Album Hope Nature Forgives und als ausgekoppelte Single. Die Coverversion war Erkennungsmelodie des 2011 Rugby World Cup.

## Musikvideo
Das zur Single produzierte Musikvideo zeigt einen Bühnenauftritt der Band, unterbrochen von Fernsehbildern vom Fall der Berliner Mauer und dem Zusammenbruch des Ostblocks im Zeitraum 1989/1990. Zwischendrin sind die Gesichter von Michail Gorbatschow, Ronald Reagan, George Bush sen. und Egon Krenz zu sehen. Bereits im Frühling 1990 waren im Musikvideo zu Better World des britischen Rappers Rebel MC Szenen aus Ostberlin (U-Bahn nach Pankow), vom Mauerstreifen mit Mauerspechten und mit Michael-Gorbatschow-Parodie zu sehen.
Das Video beginnt mit der Ankündigung der Band durch die englische Radio-DJ Annie Nightingale auf einer Konzertbühne im post-kommunistischen Rumänien: „They come from London. Their music you will find very different.“ Ihre Ansage wird parallel ins Rumänische übersetzt. Das Video endet mit einer Aufnahme in Tokio.